# Srednja vas (gmina Semič)
Srednja vas – wieś w Słowenii, w gminie Semič. W 2018 roku liczyła 58 mieszkańców.